# Zanè
Zanè település Olaszországban, Veneto régióban, Vicenza megyében. Lakosainak száma 6603 fő (2023. január 1.). Zanè Marano Vicentino, Santorso, Schio, Thiene, Zugliano, Carrè és Piovene Rocchette községekkel határos.

## Népesség
A település népessége az elmúlt években az alábbi módon változott:
| Lakosok száma | 6632 | 6661 | 6603 |
|               | 2017 | 2018 | 2023 |